# Vallargärdet
Vallargärdet – miejscowość (tätort) w Szwecji, w regionie administracyjnym (län) Värmland, w gminie Karlstad.
Według danych Szwedzkiego Urzędu Statystycznego liczba ludności wyniosła: 648 (31 grudnia 2015), 592 (31 grudnia 2018) i 588 (31 grudnia 2019).